# Martin Caton
Martin Caton, född 15 juni 1951 i Bishop's Stortford i Hertfordshire, är en brittisk tidigare parlamentsledamot för Labour.  Han representerade valkretsen Gower i södra Wales, efter att ha blivit invald i parlamentsvalet i Storbritannien 1997. Han satt till 2015, då han inte ställde upp för omval. Han är medlem av Campaign for Nuclear Disarmament.